# Diceratiidae
Los rapes de dos cuernos son la familia Diceratiidae, peces marinos del orden Lophiiformes, distribuidos por el océano Atlántico, Índico y oeste del océano Pacífico, por aguas tropicales y subtropicales de la plataforma continental y el talud, que aunque no sean de la zona abisal viven en las aguas profundas y sin luz. Su nombre procede del griego: di (dos) + keras (cuerno).

## Anatomía
El cuerpo es como parecido el resto de Lophiiformes, pero se caracteriza diferenciándose de ellos en la presencia de una segunda espina bioluminiscente tras la primera en el cuerpo de la hembra -el macho se fusiona al cuerpo de ella tras el apareamiento y la parasita-.

## Géneros y especies
Hay 6 especies válidas en esta familia, encuadradas en 2 géneros:.
- Género Bufoceratias (Whitley, 1931):
  - Bufoceratias shaoi (Pietsch, Ho y Chen, 2004)
  - Bufoceratias thele (Uwate, 1979)
  - Bufoceratias wedli (Pietschmann, 1926)
- Género Diceratias (Günther, 1887):
  - Diceratias bispinosus (Günther, 1887)
  - Diceratias pileatus (Uwate, 1979)
  - Diceratias trilobus (Balushkin y Fedorov, 1986)